# Coreia do Sul nos Jogos Paralímpicos de Verão de 2004
Coreia do Sul participou dos Jogos Paralímpicos de Verão de 2004, que foram realizados na cidade de Atenas, na Grécia, entre os dias 17 e 28 de setembro de 2004.
A delegação sul-coreana conquista vinte e oito medalhas (11 ouros, 11 pratas, 6 bronzes) e termina na décima sexta posição no quadro de medalhas.